# 圣皮埃尔德朗
圣皮埃尔德朗（法語：Saint-Pierre-de-Lamps，法語發音：[sɛ̃ pjɛʁ də lɑ̃]）是法国安德尔省的一个旧市镇，位于该省中北部，属于沙托鲁区。2019年，圣皮埃尔德朗并入市镇勒夫鲁。

## 地理
圣皮埃尔德朗（46°58'16"N, 1°30'45"E）面积10.28 平方千米，位于法国中央-卢瓦尔河谷大区安德尔省，该省份为法国中部省份，北起卢瓦-谢尔省，西北接安德尔-卢瓦尔省，西南接维埃纳省，南至克勒兹省和上维埃纳省，东临谢尔省。
与圣皮埃尔德朗接壤的市镇（或旧市镇、城区）包括：阿尔日、弗朗西永、弗雷迪耶、圣马丹德朗、苏热。

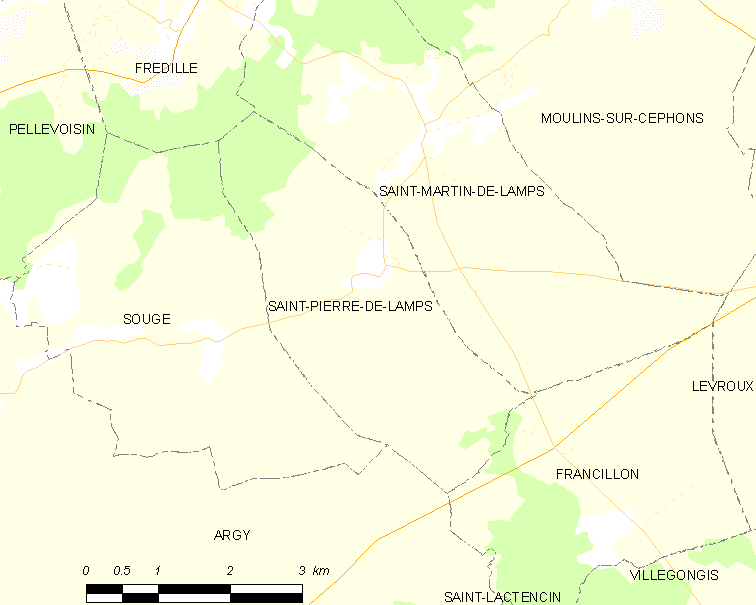
圣皮埃尔德朗的OSM定位图

圣皮埃尔德朗的时区为UTC+01:00、UTC+02:00（夏令时）。

## 行政
圣皮埃尔德朗的邮政编码为36110，INSEE市镇编码为36206。

## 政治
圣皮埃尔德朗所属的省级选区为勒夫鲁县。

## 人口

1962-2008年间圣皮埃尔德朗人口变化图示

圣皮埃尔德朗于2018年1月1日时的人口数量为54人。